# Promozione Liguria 1988-1989
Nella stagione 1988-1989 la Promozione era sesto livello del calcio italiano (il massimo livello regionale). Qui vi sono le statistiche relative al campionato in Liguria.
Il campionato è strutturato in vari gironi all'italiana su base regionale, gestiti dai Comitati Regionali di competenza. Promozioni alla categoria superiore e retrocessioni in quella inferiore non erano sempre omogenee; erano quantificate all'inizio del campionato dal Comitato Regionale secondo le direttive stabilite dalla Lega Nazionale Dilettanti, ma flessibili, in relazione al numero delle società retrocesse dal Campionato Interregionale e perciò, a seconda delle varie situazioni regionali, la fine del campionato poteva avere degli spareggi sia di promozione che di retrocessione.

## Girone A

### Squadre partecipanti
| Squadra                 | Città                   |
| ----------------------- | ----------------------- |
| S.C. Alassio            | Alassio (SV)            |
| S.S. Argentina Arma     | Arma di Taggia (IM)     |
| U.S. Audace Campomorone | Campomorone (GE)        |
| U.S. Finale Ligure      | Finale Ligure (SV)      |
| U.S. Libarna            | Serravalle Scrivia (AL) |
| Pol. Millesimo          | Millesimo (SV)          |
| G.S. Prà Folgore        | Prà (GE)                |
| U.S. Rivarolese         | Rivarolo Ligure (GE)    |
| U.S. Riviera dei Fiori  | Imperia (IM)            |
| U.S. Sampierdarenese    | Sampierdarena (GE)      |
| U.S. Sanremo '80        | Sanremo (IM)            |
| F.C. Savona             | Savona (SV)             |
| F.S. Sestrese           | Sestri Ponente (GE)     |
| U.S. Taggese            | Taggia (IM)             |
| F.C. Varazze            | Varazze (SV)            |
| F.C. Veloce 1910        | Savona (SV)             |

### Classifica finale
|  | Pos. | Squadra            | Pt | G  | V  | N  | P  | GF | GS | DR  |
|  | ---- | ------------------ | -- | -- | -- | -- | -- | -- | -- | --- |
|  | 1.   | Savona             | 49 | 30 | 20 | 9  | 1  | 45 | 11 | +34 |
|  | 2.   | Sestrese           | 39 | 30 | 14 | 11 | 5  | 39 | 23 | +16 |
|  | 3.   | Sanremo '80        | 38 | 30 | 14 | 10 | 6  | 31 | 18 | +13 |
|  | 4.   | Argentina Arma     | 35 | 30 | 12 | 11 | 7  | 30 | 15 | +15 |
|  | 5.   | Audace Campomorone | 35 | 30 | 13 | 9  | 8  | 31 | 26 | +5  |
|  | 6.   | Libarna            | 32 | 30 | 9  | 14 | 7  | 25 | 22 | +3  |
|  | 7.   | Millesimo          | 32 | 30 | 11 | 10 | 9  | 27 | 23 | +4  |
|  | 8.   | Alassio            | 30 | 30 | 8  | 14 | 8  | 29 | 28 | +1  |
|  | 9.   | Sampierdarenese    | 30 | 30 | 9  | 12 | 9  | 27 | 29 | -2  |
|  | 10.  | Rivarolese         | 26 | 30 | 6  | 14 | 10 | 29 | 28 | +1  |
|  | 11.  | Taggese            | 26 | 30 | 6  | 14 | 10 | 23 | 28 | -5  |
|  | 12.  | Varazze            | 25 | 30 | 6  | 13 | 11 | 22 | 28 | -6  |
|  | 13.  | Prà Folgore        | 25 | 30 | 6  | 13 | 11 | 16 | 23 | -7  |
|  | 14.  | Veloce             | 23 | 30 | 7  | 9  | 14 | 19 | 37 | -18 |
|  | 15.  | Finale Ligure      | 21 | 30 | 3  | 15 | 12 | 20 | 37 | -17 |
|  | 16.  | Riviera dei Fiori  | 14 | 30 | 2  | 10 | 18 | 17 | 54 | -37 |

Legenda:

      Promosso in Interregionale 1989-1990.
      Retrocesso in Prima Categoria 1989-1990.
Note:

Due punti a vittoria, uno a pareggio, zero a sconfitta.
Pari merito in caso di pari punti per le squadre non in zona promozione e/o retrocessione.
Spareggio fra le peggiori o migliori classificate per l'attribuzione del titolo sportivo.
Utilizzati gli scontri diretti in caso di 3 o più squadre a pari punti per definire le spareggianti.

## Girone B

### Squadre partecipanti
| Squadra                  | Città                       |
| ------------------------ | --------------------------- |
| U.S. Angelo Baiardo      | Genova (GE)                 |
| U.S. Bogliasco           | Bogliasco (GE)              |
| U.S. Canaletto Sepor     | La Spezia (SP)              |
| A.C. Casarza Ligure      | Casarza Ligure (GE)         |
| S.S. Cavese Fossese      | Lavagna (GE)                |
| U.S. Cosmos              | Genova (GE)                 |
| F.C. Fontanabuona        | Cicagna (GE)                |
| U.S. Lavagnese           | Lavagna (GE)                |
| A.C. Lerici              | Lerici (SP)                 |
| Pol. Migliarinese Vald.  | La Spezia (SP)              |
| C.S. Monterosso          | Monterosso al Mare (SP)     |
| G.S. Nuova San Fruttuoso | San Fruttuoso (Genova) (GE) |
| Ortonovo Calcio          | Ortonovo (SP)               |
| U.S. Pontedecimo         | Pontedecimo (GE)            |
| A.C. Rapallo Ruentes     | Rapallo (GE)                |
| U.S. Sestri Levante      | Sestri Levante (GE)         |

### Classifica finale
|  | Pos. | Squadra             | Pt | G  | V  | N  | P  | GF | GS | DR  |
|  | ---- | ------------------- | -- | -- | -- | -- | -- | -- | -- | --- |
|  | 1.   | Pontedecimo         | 42 | 30 | 17 | 8  | 5  | 35 | 18 | +17 |
|  | 2.   | Rapallo Ruentes     | 41 | 30 | 13 | 15 | 2  | 42 | 19 | +23 |
|  | 3.   | Cavese Fossese      | 37 | 30 | 12 | 13 | 5  | 29 | 15 | +14 |
|  | 4.   | Angelo Baiardo      | 31 | 30 | 10 | 11 | 9  | 20 | 19 | +1  |
|  | 5.   | Migliarinese Vald.  | 31 | 30 | 9  | 13 | 8  | 26 | 20 | +6  |
|  | 6.   | Monterosso al Mare  | 31 | 30 | 9  | 13 | 8  | 27 | 29 | -2  |
|  | 7.   | Lerici              | 30 | 30 | 6  | 18 | 6  | 29 | 33 | -4  |
|  | 8.   | Fontanabuona        | 29 | 30 | 9  | 11 | 10 | 22 | 25 | -3  |
|  | 9.   | Lavagnese           | 29 | 30 | 11 | 7  | 12 | 31 | 33 | -2  |
|  | 10.  | Cosmos              | 28 | 30 | 8  | 12 | 10 | 26 | 28 | -2  |
|  | 11.  | Nuova San Fruttuoso | 28 | 30 | 8  | 12 | 10 | 19 | 23 | -4  |
|  | 12.  | Canaletto Sepor     | 27 | 30 | 7  | 13 | 10 | 20 | 26 | -6  |
|  | 13.  | Ortonovo            | 27 | 30 | 7  | 13 | 10 | 24 | 27 | -3  |
|  | 14.  | Bogliasco           | 25 | 30 | 5  | 15 | 10 | 18 | 20 | -2  |
|  | 15.  | Sestri Levante      | 25 | 30 | 7  | 11 | 12 | 18 | 25 | -7  |
|  | 16.  | Casarza Ligure      | 19 | 30 | 4  | 11 | 15 | 14 | 40 | -26 |

Legenda:

      Promosso in Interregionale 1989-1990.
      Retrocesso in Prima Categoria 1989-1990.
Note:

Due punti a vittoria, uno a pareggio, zero a sconfitta.
Pari merito in caso di pari punti per le squadre non in zona promozione e/o retrocessione.
Spareggio fra le peggiori o migliori classificate per l'attribuzione del titolo sportivo.
Utilizzati gli scontri diretti in caso di 3 o più squadre a pari punti per definire le spareggianti.